# Douglas Fabrício
João Douglas Fabrício (Roncador, 29 de janeiro de 1969) é um administrador e político brasileiro. É o atual prefeito de Campo Mourão.
É formado em Administração pela Faculdade Estadual de Ciências e Letras de Campo Mourão (FECILCAM), atual Universidade Estadual do Paraná (Unespar).

## Vida pública
Derrotado ao cargo de prefeito de Campo Mourão em 2004, em 2006 foi eleito deputado estadual e reeleito em 2010 e 2014.. Ocupou a 2ª vice-presidência da Assembleia Legislativa do Paraná entre os anos de 2011 a 2014 e em fevereiro de 2015, licenciou-se do mandato para assumir a Secretaria do Esporte e do Turismo, na gestão de Beto Richa. Com o término do mandato de Beto Richa como governador em maio de 2016, retornou ao mandato na Assembleia Legislativa do Paraná.
Participa de ações humanitárias como associado ao Rotary Club de Campo Mourão desde 2000. 